# Jean-Auguste Margueritte
Pour les articles homonymes, voir Margueritte.
Jean Auguste Margueritte, né le 15 janvier 1823 à Manheulles (Meuse) et mort le 6 septembre 1870 à Beauraing (Belgique), est un général de division français.
Officier de cavalerie, il se distingue lors de la conquête de l'Algérie et de l'expédition du Mexique. Puis, général, il commande une brigade puis une division de cavalerie lors de la guerre franco-prussienne de 1870 où grièvement blessé lors de la bataille de Sedan, il meurt quelques jours plus tard.

## Biographie

### Famille
Il est le fils d'Antoine Margueritte (1803-1867), cordonnier puis maréchal des logis dans la gendarmerie, et
Marie Anne Vallet (1793-1862).
Il épouse en 1859 à Alger Eudoxie Victorine Antonie Adélaïde Mallarme (1838-1921).
Il est le père des écrivains Paul et Victor Margueritte, et le grand-père des deux filles de Paul : Ève Paul-Margueritte et Lucie Paul-Margueritte, toutes deux écrivaines.

### Jeunesse en Algérie
Jean-Auguste Margueritte découvre l'Algérie en 1831, lorsque son père, gendarme, est envoyé à Kouba. C'est là qu'il passe la plus grande partie de sa vie et de sa carrière militaire. Il apprend l'arabe, qu'il maîtrise très jeune.
Il s'engage à 14 ans dans les gendarmes maures en tant qu'interprète. Il est nommé brigadier le 1er janvier 1840 puis promu sous-lieutenant le 20 novembre de la même année, alors âgé seulement de 17 ans.
Après le licenciement des gendarmes maures, Margueritte s'engage ensuite comme simple soldat au 2e régiment de chasseurs d'Afrique à Toulon, avant de passer au bout d'un mois seulement brigadier aux spahis. Il est nommé maréchal des logis en septembre 1842 et fait chevalier de la Légion d'honneur en août 1843, à l'âge de 20 ans seulement.
Il est ensuite chef du bureau arabe de Miliana, chef du bureau arabe de Theniet El Had en 1844, puis, en janvier 1846, lieutenant au 2e régiment de spahis.
En 1855 il devient capitaine chargé du commandement du cercle de Laghouat.
Il est promu officier de la Légion d'honneur en août 1859 puis en 1860 il est nommé lieutenant-colonel au 12e régiment de chasseurs à cheval de France.

### Expédition du Mexique
Il embarque pour l'expédition du Mexique en août 1862. Il prend le commandement en second du 2e  régiment de marche. Le 2 juillet 1863, il est nommé colonel du 3e régiment de chasseurs d'Afrique.

### Retour en Algérie
Il retourne en Algérie en mai 1864 nommé colonel du 1er régiment de chasseurs d'Afrique à Blidah. Il est fait commandeur de la Légion d'honneur en juillet.
Le 1er décembre 1867, il est nommé général de brigade, commandant de la subdivision d'Alger.

### Guerre franco-prussienne

#### Début de la guerre
Il participe à la guerre contre la Prusse en 1870 en prenant le commandement de la première brigade (1er et 3e régiment de chasseurs d'Afrique) de la première division de cavalerie du général du Barail de l'armée du Rhin.
Il est blessé d'un coup de sabre au combat de Pont-à-Mousson le 12 août.

#### Bataille de Sedan
Il est fait général de division le 1er septembre et reçoit le commandement de la 1re division de la Réserve de cavalerie de l'armée de Châlons, comprenant deux brigades de cavalerie qui regroupent alors les 1er et 3e régiments de chasseurs d'Afrique, le 1er régiment de hussards, le 6e régiment de chasseurs à cheval aidés de deux batteries à cheval du 19e régiment d'artillerie. Le même jour, il reçoit une balle qui lui traverse la joue sur le plateau qui sépare Floing et Illy, lors de la bataille de Sedan. Au cours de l'affrontement, sa division de cavalerie, dont le général de Galliffet a pris la tête, s'illustre en menant une charge désespérée contre les Prussiens. Paul Bondois décrit ce moment dans son Histoire de la guerre de 1870-71 : « Il n'y eut pas un moment d'hésitation parmi cette poignée d'hommes, chargés de se heurter à ces carrés noirs et profonds de la 3e armée ; décimés à plusieurs reprises par le tir des fusils Dreyse et des canons, ils se reformèrent pour se jeter de nouveau sur cette ligne presque rigide qui avançait sur les Français ; le général Margueritte, les joues transpercées par une balle, la langue coupée et atrocement défiguré, indiquait encore du geste à ses cavaliers l'ennemi dont il fallait à tout prix arrêter le progrès étouffant. »

#### Fin de vie
Soigné d'abord à Sedan, il meurt de ses blessures cinq jours plus tard, le 6 septembre, chez le duc Mariano d'Osuna au château de Beauraing, en Belgique.

## Décorations
- Commandeur de la Légion d'honneur (11 juillet 1864)
  - Officier le 7 août 1859
  - Chevalier le 6 août 1843

## Œuvre
- Chasses de l'Algérie. Alger, Bastide, 1866 (Réédition en 1869 à Alger puis à Paris en 1869, 1884, 1888 et 1902)

## Hommages

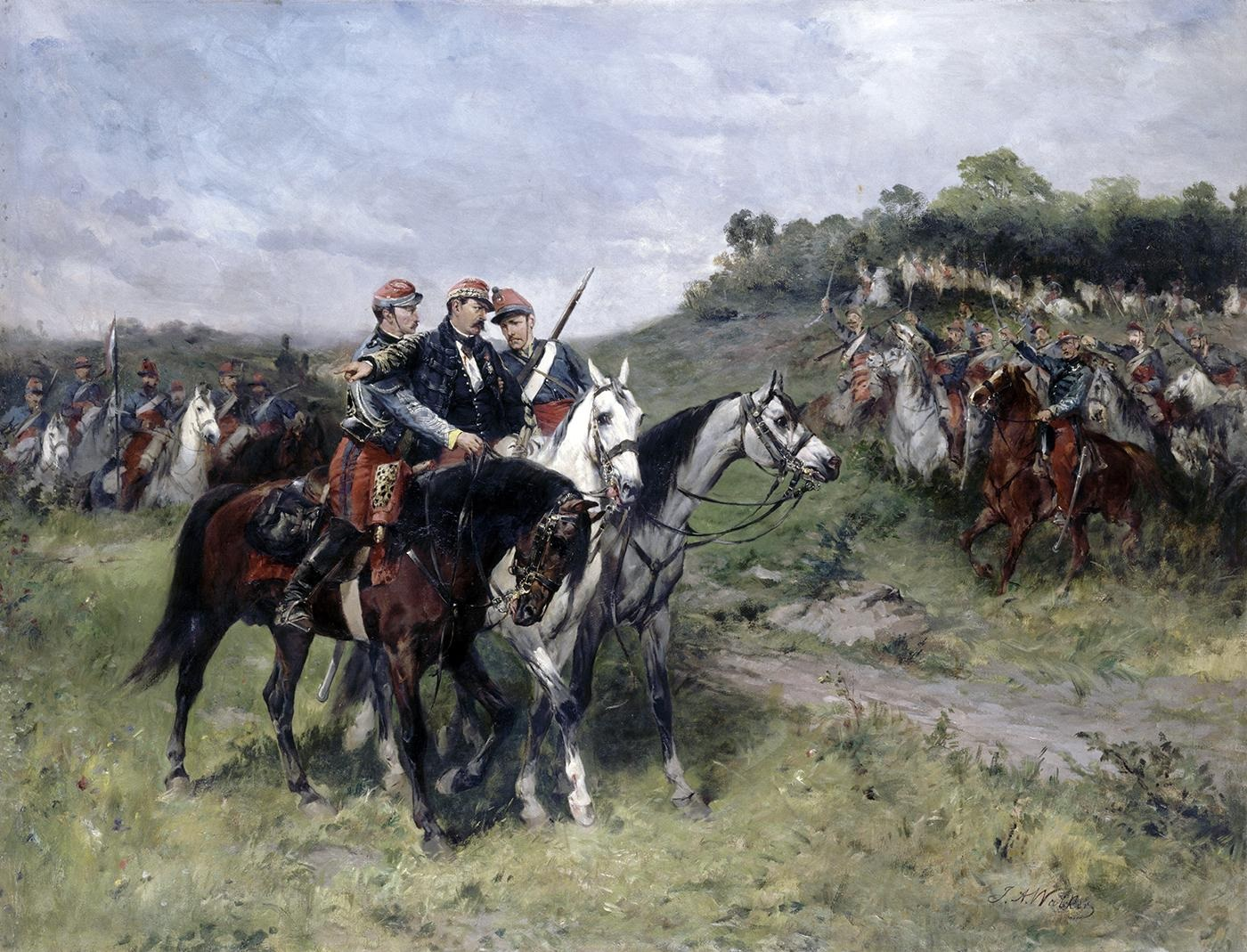
Le général Margueritte, blessé à la bataille de Sedan. Peinture de James Alexander Walker (1831-1898).

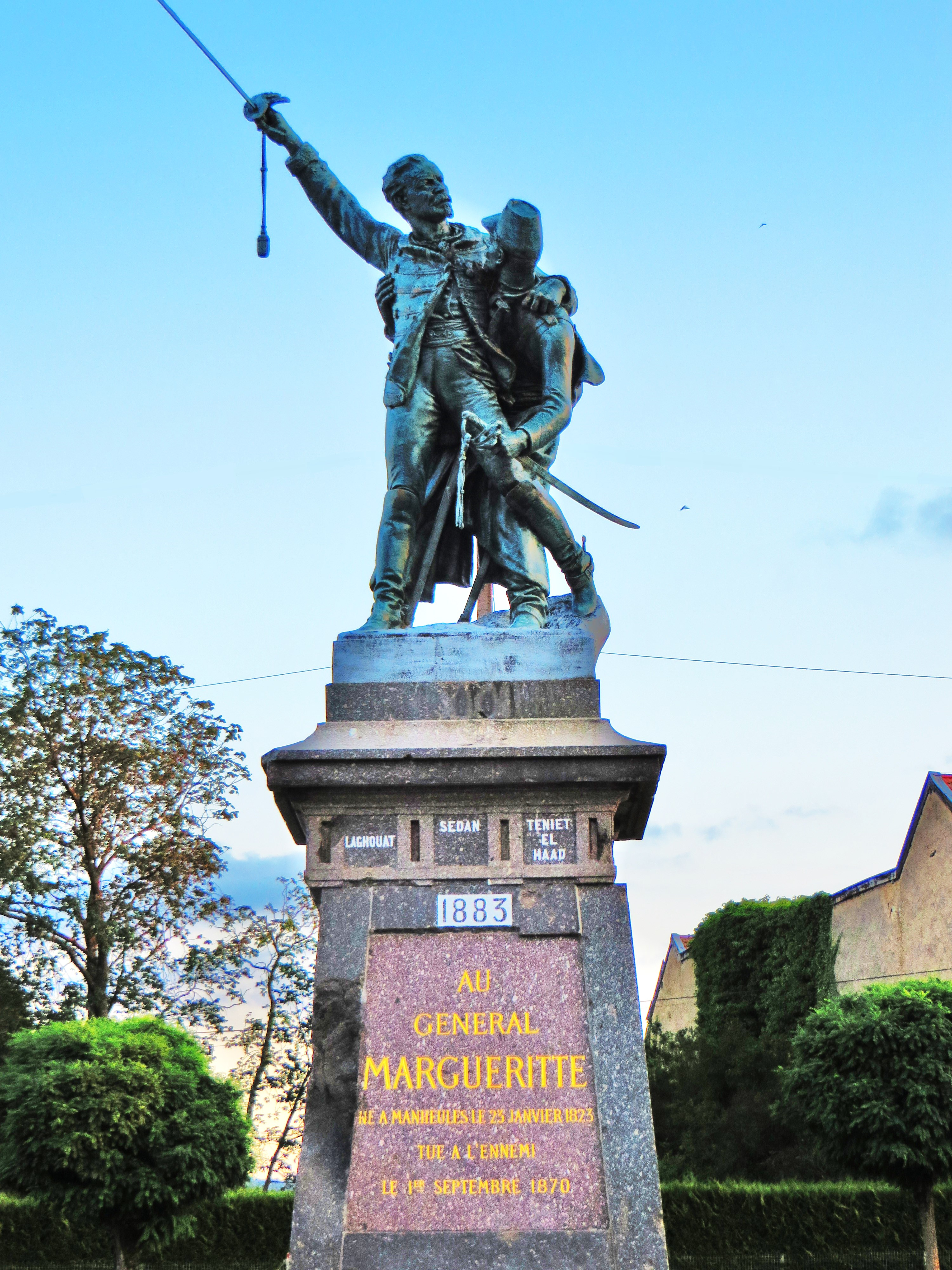
La statue du général Margueritte à Fresnes-en-Woëvre.

- Le lycée polyvalent régional Jean-Auguste Margueritte, à Verdun (Meuse, Lorraine), porte son nom depuis la loi de séparation de l'Église et de l'État de 1905. Le lycée quant à lui est traditionnellement appelé « Le Margot », terme utilisé depuis des décennies par les élèves et anciens élèves verdunois et meusiens. Il a reçu différentes personnalités telles que Gilles de Robien en 2005, à l'époque ministre de l'Éducation Nationale, ou encore Richard Descoings, directeur de Sciences Po Paris, en 2009, dans le cadre de la réforme du lycée.
- Un village d’Algérie proche de Miliana, à 122 km d’Alger, aujourd’hui nommé Aïn Torki, porta le nom de Margueritte pendant la période coloniale.
- Un manège de l'École de Cavalerie de Saumur porte son nom.
- Le général a sa statue à Fresnes-en-Woëvre (Meuse)[4] et à Floing (Ardennes).
- Ses deux fils écrivirent chacun un essai en hommage à leur père : Mon père (Paul Margueritte, 1884), et Un grand Français. Le général Margueritte (Victor Margueritte 1930). Ils écrivirent également les Braves Gens, recueil de nouvelles dont l'une raconte Sedan et en particulier l'engagement de la 1re division de la Réserve de Cavalerie sur le plateau d'Illy.
- Auguste de Villiers de L'Isle-Adam, « La mort d'un héros », dans Le Figaro, 12 avril 1884[5].
- Des rues portent son nom :

1. à Manheulles
2. à Rennes (Quartier Sud-Gare)
3. à Sedan
4. à Épernay
5. à Perpignan
6. à Brest
7. à Nantes
8. à Nancy
9. à Saint-Pierre (Saint-Pierre et Miquelon)
10. à Béziers (Quartier Faubourg)
11. à Calais
12. à Verdun
13. à Stenay
14. à Talence
15. à Sérignan
16. à Nouzonville

- Une allée du Champ-de-Mars à Paris porte son nom.
- Une caserne de Rennes porte son nom (quartier Sud-Gare).
- Le Chat des sables, Felis margarita, a été nommé en son honneur Chat de Margueritte.